# Michel Deleforterie
Michel, Ernest, Désiré, Marie, chevalier Deleforterie, né le 27 novembre 1921 à Lichtervelde et décédé en 1994, est un chef d'entreprise belge.
Il fut ingénieur civil et administrateur de sociétés.

## Mandats
- Président de Special Olympics Belgium ;
- Membre du Comité de direction de Special Olympics International ;
- Membre du Comité européen des représentants du Special Olympics ;
- Président du Centre éducatif de Travail et d'Hébergement à Louvain-la-Neuve;
- Président national de l'ADIC (Association chrétienne des dirigeants et cadres d'entreprise).

## Distinctions
- Officier de l'ordre de Léopold II
- Chevalier de l'ordre de la Couronne

Il fut élevé au rang de chevalier par Albert II de Belgique en 1995 à titre posthume. Les lettres patentes furent levées par sa veuve, Hélène Bedoret. Sa devise est Omnes Aequales.